# Yamaguchi Kazuma
Kazuma Yamaguchi (sinh ngày 17 tháng 1 năm 1996) là một cầu thủ bóng đá người Nhật Bản.

## Sự nghiệp câu lạc bộ
Kazuma Yamaguchi đã từng chơi cho Kashima Antlers.